# Grotte de Covalanas
La grotte de Covalanas est une grotte ornée située dans la commune de Ramales de la Victoria, en Cantabrie, en Espagne,. Cette grotte découverte en 1903 est l'un des sites d'art pariétal les plus notables de Cantabrie. Elle fait partie de l'ensemble inscrit au Patrimoine mondial de l'Unesco en 2008 sous le nom Grotte d'Altamira et art rupestre paléolithique du nord de l'Espagne. Elle est protégée comme Bien d'intérêt culturel depuis 1924 (cote RI-51-0000270).

## Historique
La grotte de Covalanas a été découverte, comme beaucoup d'autres dans la région, par Hermilio Alcalde del Río (es) et le prêtre Lorenzo Sierra en 1903. Les premiers articles sur la grotte ont été publiés en 1906 par Alcalde del Río, et les suivants en 1911 par les deux découvreurs et par l'abbé Henri Breuil. La grotte est rapidement devenue notoire et a été déclarée monument national en 1924. Des chercheurs de l'université de Cantabrie y ont mené les recherches les plus récentes. La grotte est incluse dans la Zone archéologique de Ramalès (es), qui forme un ensemble plus ou moins homogène.

## Description
La grotte s'ouvre par un grand porche d'entrée, d'où partent deux galeries presque parallèles. Celle de droite comporte un grand nombre de figures pariétales en peinture rouge qui ont rendu la grotte notoire. D'un point de vue spéléologique, cette galerie ne possède presque aucune concrétion calcaire et, par conséquent, ne présente que peu d'intérêt touristique.

## Art pariétal
Parmi les figures peintes prédominent les Cervidae, de différentes tailles et orientés aussi bien vers l'intérieur que vers l'extérieur de la grotte. Les peintures ont généralement été réalisées par tamponnage. Outre une vingtaine de cerfs, on trouve un cheval, un aurochs, quelques parties d'animaux non identifiés, comme une tête ou un torse, et quelques signes géométriques dont on ignore la signification.

## Visites
La grotte est ouverte aux visites guidées, en groupes limités à sept personnes.

## Galerie

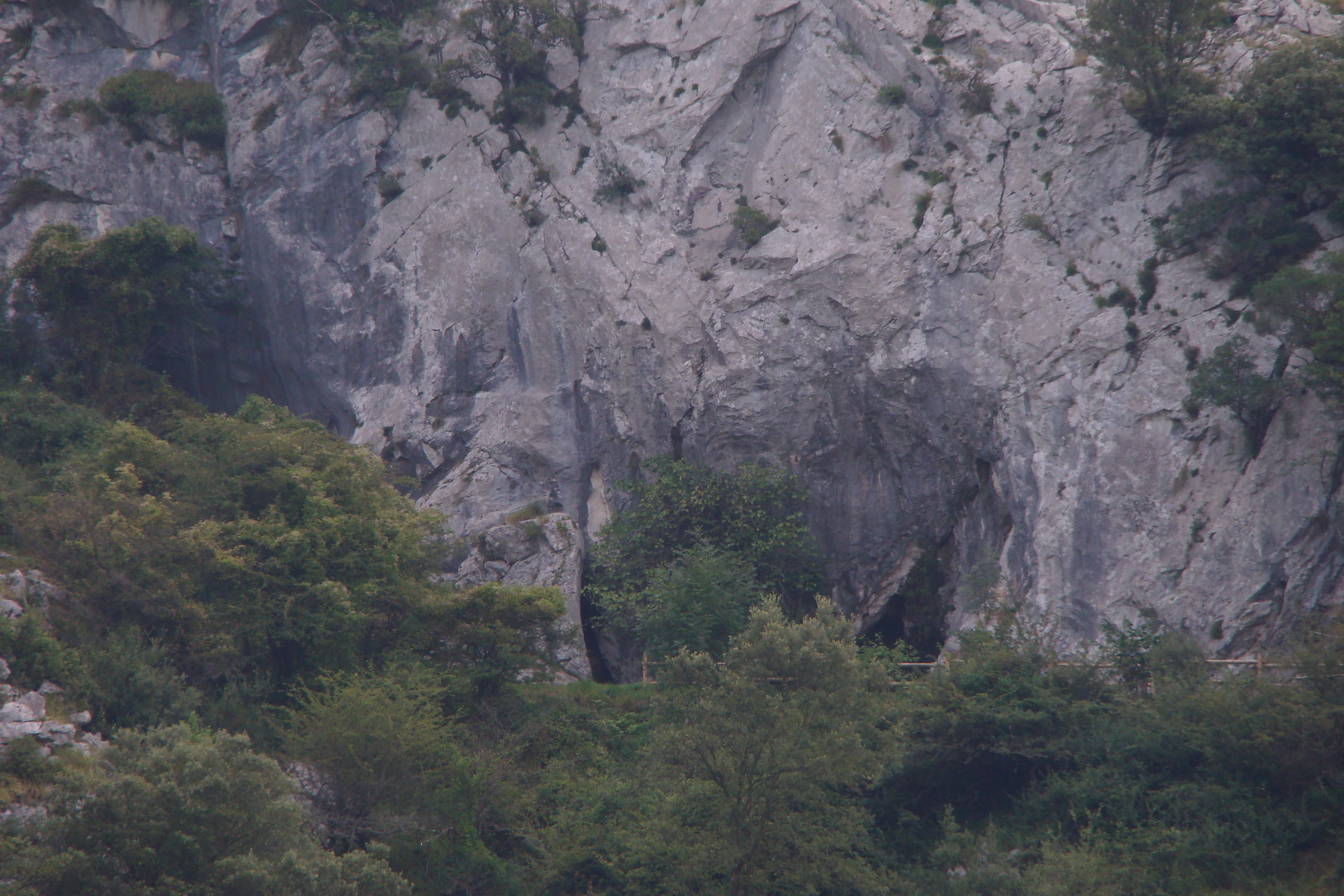
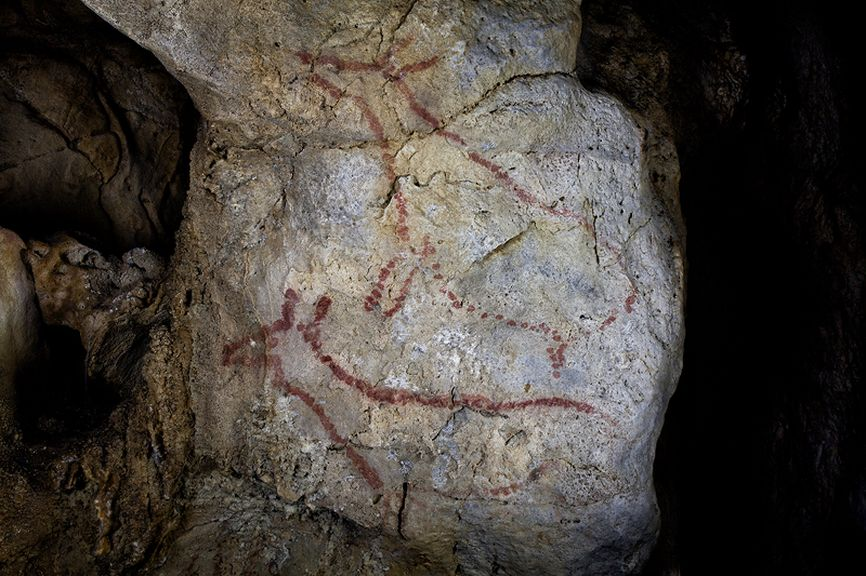
Deux cervidés
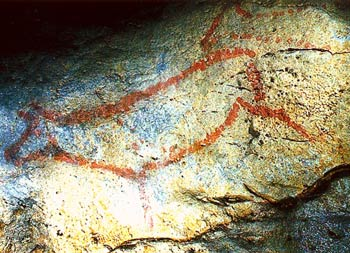
Un cervidé